# Tic-Tic Nervoso
"Tic-Tic Nervoso" é uma canção da banda brasileira Spray, lançada em 1983. A autoria da canção é de Antonio Luiz e Marcos Serra.
Em 1984 a Banda Magazine fez uma regravação da canção, lançando-a em um compacto simples, que foi um tremendo sucesso e bateu a marca das 70 mil cópias vendidas. A ilustração de capa do compacto foi do cartunista Angeli.
Esta versão da banda Magazine fez parte da trilha-sonora da telenovela Livre para Voar, da TV Globo, sendo tema do núcleo jovem da trama.

## Faixas
| N.º | Título                     | Duração |  |
| 1.  | "Tic-Tic Nervoso" (canção) | 3:40    |  |

## Versão por Bonde da Stronda
A canção também já foi regravada pela dupla Bonde da Stronda e lançada no dia 19 de Outubro de 2009.
após o sucesso da canção,  os levou a fazer parte da trilha de Malhação ID exibida pela Rede Globo.

### Faixas
| N.º | Título                            | Duração |  |
| 1.  | "Tic-Tic Nervoso" (canção)        | 2:40    |  |
| 2.  | "Tic-Tic Nervoso" (Vídeo musical) | 2:39    |  |